# Perodicticinae
Perodicticinae é uma subfamília da família de Lorisidae. Inclui cinco espécies de primatas africanos, conforme mostrado na taxonomia abaixo.
Possuem cauda e dedo indicador vestigiais. O focinho é pontudo e as orelhas e os olhos são grandes. A pelagem é densa, marrom e lanosa.

## Taxonomia
- Family Lorisidae[1][2][3]
  - Subfamília Perodicticinae
    - Gênero Arctocebus
      - Arctocebus calabarensis
      - Arctocebus aureus

    - Gênero Perodicticus
      - Perodictitus edwardsi
      - Perodicticus ibeanus
      - Perodicticus potto

  - Subfamília Lorisinae

O Pseudopotto martini agora acredita-se que seja um indivíduo identificado erroneamente de uma espécie de Perodicticus.